# Max Lange (Politiker, 1905)
Max Lange (* 14. Mai 1905 in Weißensee, Landkreis Niederbarnim; † 1. März 1952 in Berlin) war ein deutscher Politiker (SPD).

## Leben
Max Lange besuchte eine Volksschule und machte eine Lehre als Buchdrucker. 1922 trat er der SPD bei und wurde später Bezirksverordneter. Er arbeitete zunächst als Journalist, ab 1938 war er als Buchsachverständiger und Helfer in Steuersachen kaufmännisch tätig.
Nach dem Zweiten Weltkrieg war Lange selbständiger Steuerberater. Da Wilhelm Reimann zum Bezirksbürgermeister des Bezirks Weißensee gewählt wurde, rückte Lange im März 1947 in die Stadtverordnetenversammlung von Groß-Berlin nach. Durch das „Gesetz über eine Vertretung der an der Wahl verhinderten Kreise im Abgeordnetenhaus vom 27. März 1951“ konnte er im April 1951 in das Abgeordnetenhaus von Berlin nachrücken, doch im folgenden Jahr starb er.